# 5254 Ulysses
5254 Ulysses este un asteroid troian al lui Jupiter situat în punctul Lagrange L4 al  sistemului Soare-Jupiter,  din „tabăra grecească”, adică este situat cu 60° în fața lui Jupiter. 

## Descoperirea asteroidului
Asteroidul a fost descoperit de astronomul Eric Walter Elst la Observatorul din Haute-Provence, din Alpii Provensali (Franța), la data de 7 noiembrie 1986.

## Denumire
Asteroidul a primit numele cu referire la eroul grec Ulise, cunoscut mai cu seamă din epopeile homerice Iliada și Odiseea. 

De remarcat că în aceeeași zonă a punctului Lagrange L4 orbitează un alt asteroid, a cărui denumire face referire la același personaj: 1143 Odysseus.